# جی‌ای کیوساکی
جی‌ای کیوساکی (انگلیسی: National Mutual Insurance Federation of Agricultural Cooperatives) شرکت بیمه ژاپنی است، که در سال ۱۹۵۱ تأسیس شد.